# Víctor Díaz Rúa
Víctor José Díaz Rúa  (Santo Domingo, República Dominicana, 4 de julio de 1957) es un Ingeniero Civil, empresario y político dominicano. Fue el secretario de finanzas del Partido de la Liberación Dominicana desde el año 2004 hasta octubre del 2019. Antes de renunciar al PLD, también fue miembro de su comité central.
En agosto del 2004, durante el segundo mandato presidencial de Leonel Fernández, Díaz Rúa fue nombrado Director del Instituto Nacional de Aguas Potables y Alcantarillados, cargo que ocupó hasta agosto del 2007. Ese mismo año fue nombrado Ministro de Obras Públicas y Comunicaciones. Con la reelección de Leonel Fernández en 2008, Víctor fue confirmado nuevamente en este ministerio hasta agosto del 2012.
En septiembre de 2010 fue designado por el poder ejecutivo como presidente del Consejo de Autoridad Portuaria Dominicana. Durante su administración en Obras Públicas, se desarrollaron grandes y numerosas obras de infraestructuras viales que hoy son un hito en el desarrollo del país.

## Primeros años y educación
Víctor José Díaz Rúa nació en Santo Domingo el 4 de julio de 1957. Es hijo de José Aquiles Díaz Tavarez (fallecido) y Teresa Rúa Mas. Aunque fue hijo único, ha expresado que no tuvo ninguna ventaja ser el primogénito de la familia y que no sintió la falta de un  hermano, debido a que creció junto con sus primos Octavio y Verónica de la Maza, hijos de su tía Altagracia Rúa.
Realizó sus estudios primarios y secundarios en el Colegio Calasanz y se graduó de bachiller en 1975. Debido a que su interés a futuro era ser un empresario independiente, y partiendo de que la carrera de ingeniería civil era importante para el desarrollo socioeconómico de un país y de las más demandadas históricamente, ingresó a la facultad de ciencias e ingeniaría de la Universidad Autónoma de Santo Domingo (UASD) en 1976.
Debido al cierre temporal de la UASD en 1979, Víctor Díaz Rúa tuvo que empezar de nuevo, pero esta vez en el Instituto Tecnológico de Santo Domingo (INTEC), matriculándose en la carrera de ingeniería civil en 1982. Después de su graduación, Víctor trabajó en la compañía de ingenieros Guerra & Asociados C. por A. Dos años después, en 1988, fundó la compañía Díaz Rúa y Asociados, empresa que en la actualidad posee varias filiales.
En el año 1986 contrajo nupcias con la señora Balbina Guerra de Díaz, con la cual procreó cuatro hijos: María Amelia, Víctor Manuel, María Teresa y Marta María Díaz Guerra.

## Vida política
Incursionó en la política por primera vez en el año 1999, llegando de la mano de Danilo Medina al Partido de la Liberación Dominicana. En el año 2000, durante la candidatura de Danilo Medina de cara a las elecciones generales de ese año, conoció a Leonel Fernández, quien para ese entonces ejercía su primer período de gobierno 1996-2000.
Tras el retorno de Leonel Fernández en el 2004, el 16 de agosto de ese año, Víctor Díaz Rúa fue juramentado Director del Instituto Nacional de Aguas Potables y Alcantarillados (INAPA).
Durante su administración en el Instituto Nacional de Aguas Potables y Alcantarillados, se crearon importantes acueductos a nivel nacional; destacándose la ampliación del Acueducto de la línea noroeste. Se creó el Acueducto de Samaná, el Acueducto de La Romana, el acueducto de San Cristóbal, el acueducto Barahona-Jimaní, el Acueducto de San Francisco de Macorís, el Acueducto de Nagua y el alcantarillado de San Pedro de Macorís.
En el 2005 fue escogido miembro del comité central y secretario de finanzas del Partido de la Liberación Dominicana. Fue jefe de finanzas para la campaña del partido a las elecciones de medio término del año 2006, las presidenciales del 2008 y nuevamente las de medio término del 2010.
En agosto del 2007 el presidente Leonel Fernández lo designó Secretario de Estado de Obras Públicas y Comunicaciones. Díaz Rúa rápidamente anunció un programa de asfalto en algunas avenidas del Distrito Nacional, el Gran Santo Domingo y varias provincias del país.
En el 2008 fue jefe de finanzas y miembro del comité de campaña de la candidatura de Leonel Fernández, que aspiraba a la reelección presidencial para el período 2008-2012.
Tras el triunfo de Fernández en 2008, éste confirmó a Víctor Díaz Rúa en el Ministerio de Obras Públicas y Comunicaciones.
En esta ocasión, bajo la administración de Víctor Díaz se construyeron 4.065 obras que lo convirtieron en el funcionario más valorado del gabinete de la presidencia. Sus principales infraestructuras fueron la ejecución del Corredor Duarte, que incluye 8 pasos a desnivel y los elevados de la Autopista Duarte y la Avenida Monumental, así como el elevado de la Autopista Duarte con Manoguayabo. También se construyó el elevado de la Avenida Jonh F. Kennedy con Avenida Núñez de Cáceres.
Además, también se hicieron los elevados de la Autopista San Isidro, túneles y elevados en la Avenida 27 de Febrero, la Avenida Ortega & Gasset, Charles de Gaulle, el túnel de la Universidad Autónoma de Santo Domingo (UASD), entre otras.
Se ejecutó la Autopista del Coral, la más importante del este. En su administración también se construyó la carretera San Cristóbal-Baní y del 15 de Azua a San Juan de la Maguana. Las Carreteras Casabito-Constanza, El Río-Jarabacoa, Santo Domingo-Samaná, y la carretera Miches con Sabana de La Mar, etc. Los puentes sobre el  Río Soco y el Río Chavón.

## Vida profesional
Como ingeniero civil, Díaz Rúa no sólo construyó en el sector público a través de su compañía Díaz Rúa & Asociados. Desde sus inicios en la ingeniería civil en la década de los 80 antes de dedicarse a la política ha trabajado en el sector privado, construyendo más de 100 grandes edificaciones en el país como lo son Casa España, Supermercados Nacional, remodelación del Puerto de Haina, construcción de Centro Cuesta Nacional (CCN), talleres, oficinas y almacenes fiscales de Marítima Dominicana (MARDOM), Nave de Manuel Corripio S.A (Grupo Corripio), remodelación del Club Náutico, Moldoza (Moldeados dominicanos), penitenciaría la Victória, Mega Puerto, la terminal de Furgones Faxeira, La Técnica, S.A, CardNet, entre otras.

## Caso Odebrecht
En la mañana del 29 de mayo de 2017 Víctor Díaz Rúa fue detenido por el Ministerio Público. La orden de detención fue solicitada por el procurador general de la República, Jean Alain Rodríguez, quien acusó a Díaz Rúa y a otras trece personas de delitos de soborno, asociación de malhechores, prevaricación, enriquecimiento ilícito y lavado de activos. 
Víctor Díaz Rúa se declaró inocente y pidió que lo excluyan del caso, alegando que no recibió soborno alguno,
 y que la acusación del Ministerio Público es falsa. Dijo que los valores que manejó no superan el 10% de lo que le imputa el Ministerio Público, ya que parten de una premisa equivocada, donde sólo le computaron el ingreso salarial en el Instituto Nacional de Aguas Potables y Alcantarillados (INAPA) y el del Ministerio de Obras Públicas y Comunicaciones (MOPC), pero no ingresaron en la lista más 75 grandes obras construidas por su compañía Díaz Rúa & Asociados y empresas a fines por un valor de más de  RD$2,000 millones de pesos.
Al salir de la audiencia preliminar Díaz Rúa dijo:  

"Entonces, yo era el que manejaba todo el dinero, yo era el autorizado para manejar el dinero, más nadie. La cuenta que están ahí, que están a mi nombre; el dinero que yo manejé, era un dinero que estaba legal. Además, aguanta cualquier experticia, yo estoy entregando todos los cheques, yo tengo todos los cheques que se entregaron ahí, donde se ven a quien se le hacían los cheques y de donde entraban los depósitos. Posiblemente un empresario hacía una cena de recaudación, y yo no tenía nada que ver con esa cena, pero el dinero que se recaudaba me lo entregaban a mí, porque yo era que estaba autorizado para manejarlo; pero eso no lo pueden poner en esa acusación, porque yo estoy legalmente autorizado por la Junta (Central Electoral), por el Partido (PLD), o sea, yo era jefe de Finanzas de la campaña.
Entonces, yo era quien manejaba todo el dinero; yo era el autorizado para manejar el dinero, más nadie. La cuenta que están ahí, que están a mi nombre; el dinero que yo manejé, era un dinero que estaba legal. Se nota claramente, por los movimientos de la cuenta, que eran cuentas de campaña."
Víctor Díaz Rúa a  periodistas del Periódico Hoy

### Orden de coerción
A Víctor Díaz Rúa le fue conocida una orden de coerción que lo mantuvo detenido por 3 meses. El juez de la Instrucción Especial Francisco Ortega Polanco, consideró como válidos los planteamientos del Ministerio Público, dictando prisión preventiva de nueve meses contra Díaz Rúa, al mismo tiempo que declaró el caso como complejo, dándole al Ministerio Público hasta ocho meses para construir y presentar su caso contra Díaz Rúa y los otros trece imputados.
Tres meses después, el 8 de septiembre, el mismo Juez Francisco Ortega Polanco, varió la medida de coerción a Víctor Díaz Rúa con una medida económica de US$1,06 millones de dólares.
Hasta el momento el caso se encuentra en proceso. El 8 de mayo de 2019, el juez Francisco Ortega Polanco envió la audiencia preliminar para el 21 de junio, donde diría si los imputados irían a juicio de fondo. Finalmente, Ortega Polanco envió a 6 imputados a juicio de fondo, aunque Jesús Vásquez quedó excluido del expediente. Dijo que hay suficientes pruebas para probar su culpabilidad o inocencia.
Al momento de ingresar a la Suprema Corte de Justicia, Díaz Rúa aseguró temer a un juicio político. Durante la salida del edificio de la Suprema Corte de Justicia, al ser abordado por los periodistas, Víctor Díaz Rúa dijo que podría tratarse de un juicio político y que "sin duda justicia no hay", aunque alegó no saber quién estaría detrás de ello.

### Juicio de fondo
El 21 de septiembre de 2020 inició el juicio de fondo contra Víctor Díaz Rúa y otros 5 imputados en el Caso Odebrecht. En el proceso se llevaron a cabo numerosas audiencias. Aunque el Ministerio Público persistió en la acusación, finalmente el 14 de septiembre de 2022 las juezas excluyeron a Díaz Rúa y otros 4 imputados del Caso Odebrecht, pero una extraña e inexplicable condena de 8 años pesó sobre Ángel Rondón, al ser condenado por sobornos, pero los acusados de supuestamente recibir sobornos lograron demostrar ante el tribunal su inocencia del Caso Odebrecht.
Díaz Rúa fue descargado de las acusaciones que pesaron en su contra tras demostrar con sus testigos, argumentación y pruebas físicas que no había recibido sobornos. También demostró que las obras realizadas en su gestión administrativa en el Instituto Nacional de Aguas Potables y Alcantarillados (INAPA-2004-2007) y el Ministerio de Obras Públicas y Comunicaciones (MOPC-2007-2012) fueron realizadas con total trasparencia y no se encontró sobrevaluación alguna. Los peritos confirmaron que las obras ejecutadas en su administración se desarrollaron con el presupuesto que se le destinó y que incluso en algunas obras se logró ahorrar recursos para invertirlos en otras.
Aunque Díaz Rúa logró demostrar su inocencia, el tribunal le dictó 5 años de prisión condicional al considerar que éste había comprometido su responsabilidad, argumentando que el imputado no realizó una declaración jurada de bienes al salir de su administración en 2012. Al salir de la audiencia, Díaz Rúa dijo que apelaría la decisión y que la condena era ilegal porque él había realizado la declaración jurada y que además se le condenó por un delito menor y diferente al de la acusación.
La sentencia que condenó a Víctor Díaz y Ángel Rondón ha sido cuestionada por los juristas más importantes del país y la mayoría coincide en que fue injusta e improcedente. Unos días antes del conocimiento de la sentencia, Waldi Gerardo cuestionó una serie de publicaciones realizadas por el fiscal Wilson Camacho en su cuenta de Twitter, donde hablaba sobre la corrupción y una aparente intimidación al tribunal, lo que explicaría las condenas por sobornos sin que hayan sobornados. En diciembre de 2021 Participación Ciudadana catalogó el Caso Odebrecht como un fracaso nacional.

### Apelación a la sentencia
El 13 de junio de 2022 Víctor Díaz Rúa apeló la sentencia dictada por el primer Tribunal Colegiado del Distrito Nacional. El caso pasó a la tercera sala de la Corte de Apelación del Distrito. El 19 de mayo de 2023 la Corte de Apelación integrada por los jueces Pedro Sánchez, Nancy Joaquín y Daniel Nolasco, ratificó la condena a Díaz Rúa y Ángel Rondón. Sin embargo, en esta ocasión el voto disidente de 11 páginas del juez Daniel Nolasco, arrojó una posible absolución si los imputados recurrían en recurso de casación:

Frente a todas las patologías advertidas en la sentencia cuestionada en apelación, los jueces pares de esta jurisdicción de alzada nunca debieron refrendar el contenido de semejante decisión, y en específico en lo que respecta al ciudadano Víctor José Díaz Rúa, cuya condenación represiva constituye un acto judicial que contraviene las garantías mínimas del debido proceso de legalidad constitucional.
De suerte que con miras a revertir dicha absurdidad jurídica el voto disidente emitido en la ocasión queda justificado en buen derecho y en sana administración justicia, ya que la solución dable en el caso ocurrente ameritaba dictar absolución plena, o en su defecto la nulidad de la causa penal seguida en contra del consabido justiciable, en aplicación del artículo 69, numeral 5, de la Constitución de la República, lo cual resulta implicatorio de liberación absoluta de responsabilidad penal.
Juez Daniel Nolasco en su voto disidente.

Al salir del tribunal, Víctor Díaz Rúa y sus abogados dijeron que recurrirían en casación ante la Suprema Corte de Justicia.
El 9 de agosto del 2024, la segunda sala de la Suprema Corte de Justicia absolvió a unanimidad a Víctor Díaz Rúa y Ángel Rondón Rijo, debido a la falta de pruebas concretas, la ausencia de un delito previo y la interpretación de la ley. El tribunal concluyó que no había evidencia suficiente para demostrar los delitos y no se identificaron los funcionarios que habrían recibido sobornos.